# Francesco Antonio Soddu

Bischofswappen von Francesco Antonio Soddu

Francesco Antonio Soddu (* 24. Oktober 1959 in Chiaramonti, Provinz Sassari) ist ein italienischer Geistlicher und römisch-katholischer Bischof von Terni-Narni-Amelia.

## Leben
Francesco Antonio Soddu besuchte das Liceo Classico Azuni in Sassari. Anschließend studierte er Philosophie und Katholische Theologie am Pontificio Seminario Regionale Sardo in Cagliari. Am 24. April 1985 empfing Soddu in der Kathedrale San Nicola di Bari in Sassari das Sakrament der Priesterweihe für das Erzbistum Sassari. Nach weiterführenden Studien erwarb er an der Päpstlichen Theologischen Fakultät von Sardinien in Cagliari ein Lizenziat im Fach Pastoraltheologie.
Soddu war von 1985 bis 1987 als Subregens des Pontificio Seminario Regionale Sardo in Cagliari tätig, bevor er Subregens des erzbischöflichen Priesterseminars in Sassari und Direktor des Diözesanzentrums für Berufungspastoral wurde. Von 1997 bis 2012 war Francesco Antonio Soddu Pfarrer der Kathedrale San Nicola di Bari in Sassari. Daneben wirkte er als Geistlicher Assistent der Gruppe Sassari 3 der Associazione Guide e Scouts Cattolici Italiani (1997–2012) und als Diözesanassistent der Jugendabteilung der Katholischen Aktion (1998–2005) sowie als Diözesancaritasdirektor (2005–2012) und als Direktor des Diözesanbüros für die Migranten (2011–2012). Ferner gehörte er von 1999 bis 2012 dem Priesterrat und von 2005 bis 2011 dem Konsultorenkollegium des Erzbistums Sassari an. Ab 2012 war Francesco Antonio Soddu nationaler Caritasdirektor. Am 27. Oktober desselben Jahres berief ihn Papst Benedikt XVI. zum Mitglied des Päpstlichen Rates Cor Unum.
Am 29. Oktober 2021 ernannte ihn Papst Franziskus zum Bischof von Terni-Narni-Amelia. Der emeritierte Bischof von Terni-Narni-Amelia, Giuseppe Piemontese OFMConv, spendete ihm am 5. Januar 2022 in der Kathedrale Santa Maria Assunta in Terni die Bischofsweihe; Mitkonsekratoren waren der Erzbischof von Sassari, Gian Franco Saba, und der Generalsekretär der Italienischen Bischofskonferenz, Bischof Stefano Russo. Francesco Antonio Soddu wählte den Wahlspruch In omnibus caritas („In allem Nächstenliebe“).